# پیرمرد (فیلم ۲۰۲۴)
پیرمرد (انگلیسی: Old Guy) یک فیلم کمدی اکشن آمریکایی آماده اکران به کارگردانی سایمون وست، نویسندگی کرگ جانسون، تهیه‌کنندگی هایلند فیلمز گروپ و دارک کسل انترتینمنت با بازی کریستف والتس، لوسی لیو و کوپر هافمن است.

## داستان
دنی دولینسکی قاتل قراردادی هنوز معتقد است که در کاری که انجام می‌دهد بهترین است. دنی که در بن‌بست گیر کرده‌است، اما برای عشق به مدیر باشگاه آناتا رقابت می‌کند، وقتی کمپانی او را به میدان مبارزه می‌کشد، هیجان زده می‌شود، اما فقط برای آموزش ویلبورگ، تازه‌واردی از نسل زد، از این زوج نامتناسب خواسته می‌شود تا اعضای ارشد یک سندیکای جنایی رقیب را حذف کنند و در این فرایند، انگیزه واقعی کارفرمای خود را کشف کنند: حذف گارد قدیمی در یک تصرف کامل. با این حال، شرکت پیش‌بینی نمی‌کرد که تجربه دنی همراه با درخشش این تازه‌وارد، چنین پیوند نامحتملی را بین این دو ایجاد کند، و آنها را قادر می‌سازد، با کمک حیاتی آناتا، همه چیز را به شرکت برگردانند.

## تولید
فیلمبرداری در بهار ۲۰۲۳ در بلفاست انجام شد.